# عادل الجبرين
عادل الجبرين هو نبَّال سعودي ولد في 5 يناير 1968 م الموافق لـ 4 شوال 1387 ه‍. شارك عادل الجبرين في الألعاب الأولمبية الصيفية 1988 في رياضة النبالة صنف رجال فردي التي أقيمت في مدينة سول بكوريا الجنوبية، وحقّق المركز 83.

## المشاركة الأولمبية

### سول 1988
النبالة – صنف رجال فردي
| الرُّتبة | الرياضي          | البلد            | الجولة الافتتاحية | الرُّتبة | ثمن النهائي | الرُّتبة | ربع النهائي | الرُّتبة | نصف النهائي | الرُّتبة | النهائي |
| ------ | ---------------- | ---------------- | ----------------- | ------ | ----------- | ------ | ----------- | ------ | ----------- | ------ | ------- |
| الأول  | جاي باريز        | الولايات المتحدة | 1294              | 3      | 313         | 13     | 326         | 4      | 334         | 2      | 338     |
| الثاني | بارك سونغ سو     | كوريا الجنوبية   | 1303              | 2      | 322         | 4      | 324         | 5      | 329         | 4      | 336     |
| الثالث | فلاديمير ييشاييف | الاتحاد السوفيتي | 1304              | 1      | 313         | 14     | 320         | 9      | 328         | 5      | 335     |
|        |                  |                  |                   |        |             |        |             |        |             |        |         |
| 82     | سمير جودت        | السعودية         | 964               | 82     | –           | –      | –           | –      | –           | –      | –       |
| 83     | عادل الجبرين     | السعودية         | 921               | 83     | –           | –      | –           | –      | –           | –      | –       |
| 84     | ديريك تيناي      | جزر سليمان       | 505               | 84     | –           | –      | –           | –      | –           | –      | –       |

## روابط خارجية
- عادل الجبرين على موقع اللجنة الأولمبية الدولية (الإنجليزية)
- عادل الجبرين على موقع أوليمبيديا (الإنجليزية)